# Auguste și Louis Lumière
Auguste și Louis Lumière sunt copiii industriașului francez Antoine Lumière, proprietarul unei uzine de aparate de fotografiat. Cei doi erau fotografi de meserie.
Auguste Lumière s-a născut la 19 octombrie 1862 și a murit la 10 aprilie 1954.
Louis Lumière s-a născut la 5 octombrie 1864 și a murit la 6 iunie 1948. Cei doi sunt considerați inventatorii primului aparat de filmat și a primului aparat de proiecție cinematografică.

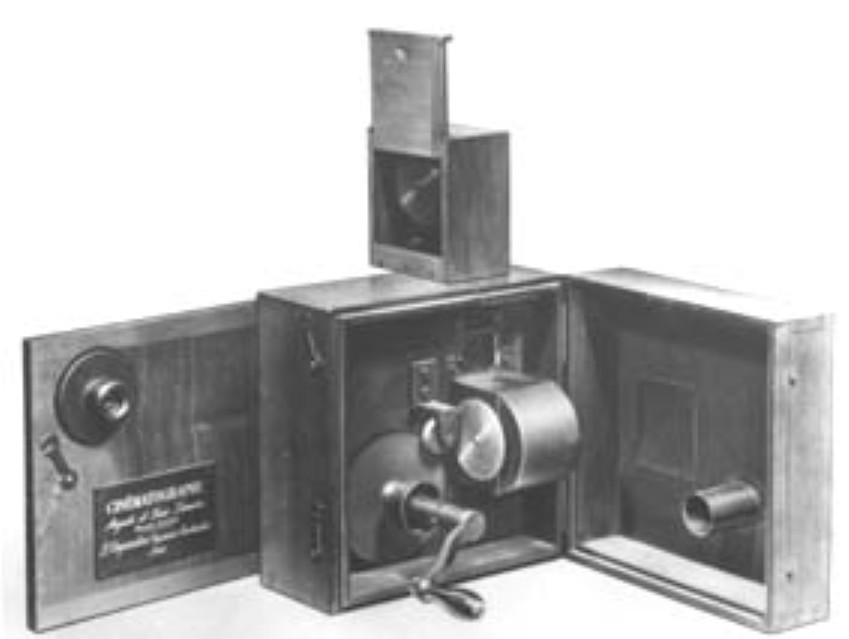
Primul aparat „cinematograf” al fraților Lumière folosit la filmat și la proiecție (alăturându-i-se o sursă de lumină)

 De fapt, primul aparat era folosit atât la filmare, cât și la proiecție prin adaptarea unei surse de lumină. Pentru atragerea unui număr mai mare de spectatori, se ajunge la concluzia că aceștia ar veni în sala de cinema dacă filmele ar fi în culori. Alternativa este de a colora imagine cu imagine filmele făcute până atunci, lucru posibil relativ ușor dat fiind lungimea lor mică. Realizează acest lucru cu muncitorii uzinei lor. Rezultatul sunt niște filme colorate, diferit de cea ce se va numi peste ani film color.

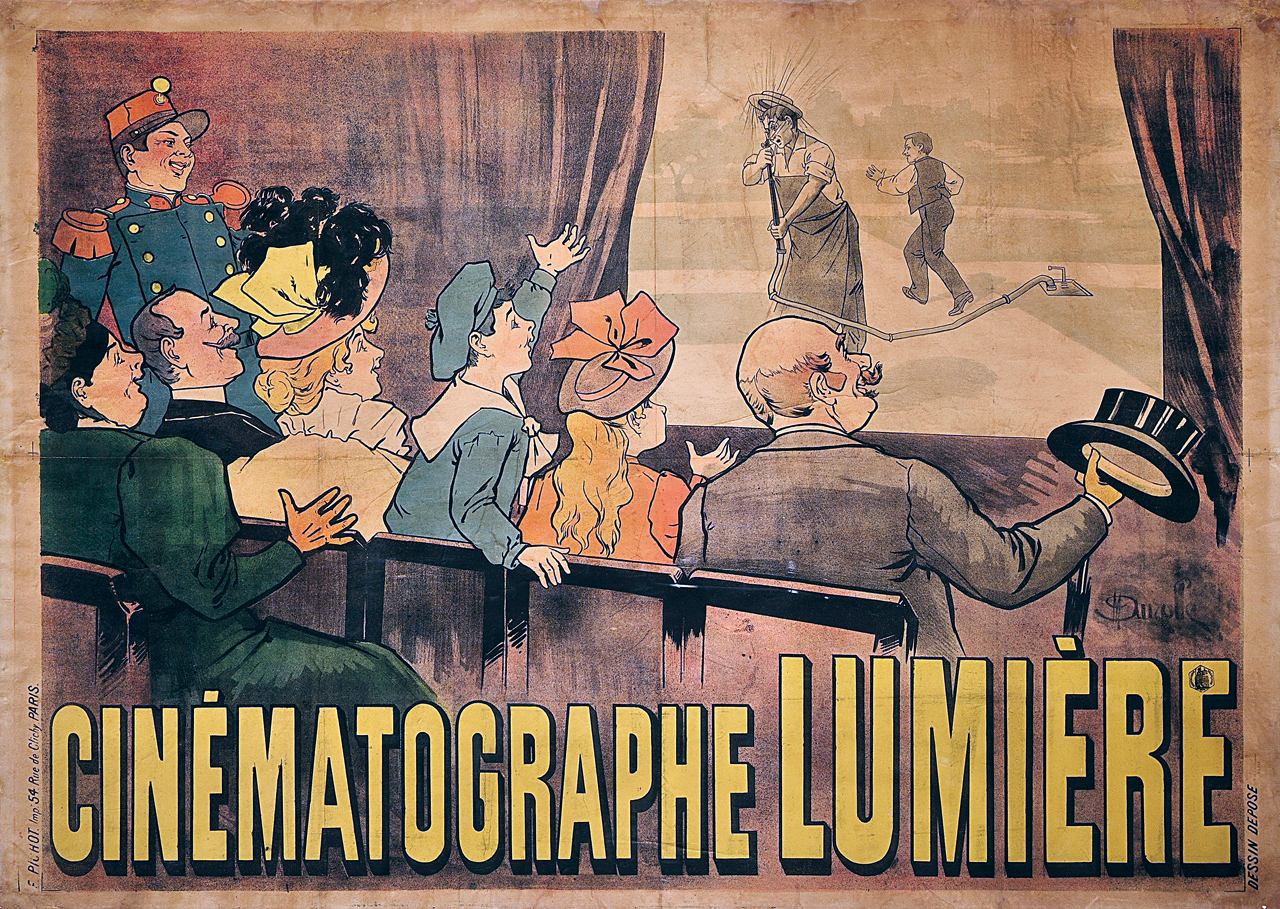
Afișul primelor spectacole de cinematograf Lumiére

La 17 decembrie 1903, pun la punct un sistem de film color, numit „Autochrome”, sistem pe care l-a aplicat și fotografiei.
Frații Lumière pun la punct, în anul 1933, proiecția filmului în relief.
Totuși, frații au declarat la început că „cinematograful este o invenție fără viitor” și au refuzat să-i vândă invenția lui Georges Méliès, însă viitorul a fost altul. Cinematograful s-a dezvoltat devenind atât o nouă artă, cât și o nouă industrie.
În acest zbucium al căutărilor în dezvoltarea tehnicii cinematografice, îi vom mai găsi pe cei doi contribuind la dezvoltarea sistemului de transport sacadat al filmului în aparatul de proiecție, prin îmbunătățirea complexului de malta.
Toată viața lor, cei doi au perfecționat și îmbunătățit descoperirea lor aceea fiind cinematografia.